# Yuna (plaats)
Yuna is een plaats in de regio Mid West in West-Australië. 

## Geschiedenis
Luitenant George  Grey verkende de streek in 1829.
In 1910 vroeg de 'Yuna Farmers Association' de overheid om een dorp te stichten in Yuna. Er waren toen plannen om de 'Upper Chapman Railway' tot daar door te trekken. Er werd gewacht met het opmeten van de dorpslocatie tot het traject van de spoorweg vast lag. Er werd getwijfeld tussen twee locaties. Een locatie nabij de 'Yuna Spring', en een andere zes kilometer oostwaarts waar de spoorweg zou eindigen.
In 1912 werd Yuna opgemeten op de oostelijke locatie. Aan de waterbron werd in 1913 een nevenspoor ('siding') aangelegd en West Yuna gesticht. In 1918 veranderde West Yuna van naam en werd Whelarra. Whelarra werd in 1968 opgeheven.
Vermits West Yuna was gesticht was de overheid geen voorstander van de ontwikkeling van het oostelijke Yuna. Tegen 1927 waren daar echter een school en een winkel actief. De overheid besliste om het dorp toch verder te ontwikkelen. In 1929 werd Yuna officieel gesticht. De naam is Aborigines van oorsprong en werd voor het eerst in 1863 opgetekend als 'Younah Spring'. Volgens een bron zou Younah "rot of slecht vlees" betekenen. Volgens een andere bron betekent het "stinkend water".
In 1932 kondigde de 'Wheat Pool of Western Australia' aan dat het in Yuna twee graanzuigers voor het vervoer van graan in bulk zou plaatsen. Het Yuna Hotel opende in 1940. In 1954 bereikte een verharde weg Yuna en enkele jaren later werd de spoorweg uit dienst genomen. Op 21 oktober 1961 opende premier David Brand een gemeenschapszaal, de 'Yuna Memorial Hall'.

## Beschrijving
Yuna maakt deel uit van het lokale bestuursgebied (LGA) Shire of Chapman Valley, een landbouwdistrict waarvan Nabawa de hoofdplaats is. Yuna is een verzamel- en ophaalpunt voor de oogst van de in de streek bij de Co-operative Bulk Handling Group aangesloten graanproducenten.
In 2021 telde Yuna 43 inwoners. Het heeft een gemeenschapscentrum, speeltuin, golfterrein en sanitaire voorzieningen.

## Ligging
Yuna ligt 485 kilometer ten noorden van de West-Australische hoofdstad Perth, 75 kilometer ten noordoosten van Geraldton en 35 kilometer ten noordoosten van Nabawa.